# تقني خبير بطب الطوارئ
تقني خبير بطب الطوارئ هو مقدم للخدمات الطبية الطارئة قبل دخول المستشفى في الولايات المتحدة. بدأ الاهتمام في هذا المستوى من التدريب من فنيي الطوارئ المتقدمة الطبية المتوسطة والذي كان أقل تدريبًا إلى حد ما، وفي عام 2013 تم تطبيقه في معظم الدول في هذه المرحلة. لا يقوم التقني الخبير بتقديم رعاية طبية حاسمة في معظم الحالات، بل يقوم برعاية الحالات الحرجة قبل دخول المستشفى وتوفير علاج سريع في الموقع. ويتم استخدام التقنيين الخبراء في طب الطوارئ المتقدمة في الغالب في خدمات الإسعاف، وهم يعملون جنبا إلى جنب مع فرق الطوارئ الطبية والمساعدين الطبيين واخصائي طب الطوارئ (باراميدك)، كما ويتوجدون بشكل كبير في أقسام مكافحة الحرائق ووكالات إنفاذ القانون كمستجيبين غير متنقلين.إن تقديم مستوى رعاية يعتمد على التقني الخبير بطب الطوارئ في سيارة الإسعاف شائعة في المناطق الريفية، وتوجد أحيانًا في المدن الكبيرة كجزء من نظام الاستجابة المتدرج، ولكنها منتشرة بشكل قليل في طب الطوارئ وسيارات الإسعاف على المستوى الطبي العام. يوفر تقني طب الطوارئ خيار منخفض التكلفة وعالي الفائدة في تقديم الرعاية على مستوى متقدم عندما لا يكون مستوى الرعاية الطبية العالي متوفرا. ومن هنا تم اعتماد تقني طب طوارئ المتقدم حتى يوفردعم متقدم محدود للحفاظ على الحياة، والذي يتجاوز حدود تقني طب الطوارئ.

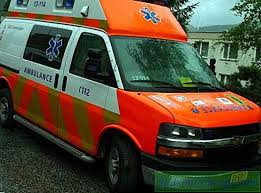

## التعليم والتدريب
يجب أن تحصل فرق فنيي طب الطوارئ المتقدمة المعتمدة لحالات الطوارئ الطبية على شهادة لأنهم معتمدون في معظم الولايات. ومع ذلك، في بعض الحالات يكون تقني خبير طب الطوارئ هو المستوى التمهيدي وقد لا يتطلب متطلبات مسبقة.  تتطلب شهادة تقني خبير طب الطوارئ دروس تدوم من ثلاثة إلى ستة أشهر، وقد حددت المناهج الدراسية إلى حد كبير من قبل الرابطة الوطنية لفنيي الطوارئ الطبية، ولكن هناك احتمال للاختلاف من ولاية إلى أخرى، حيث يتم تنظيم تدريب تقنيي خبراء طب الطوارئ المتقدمة على مستوى الولاية والمستوى الفيدرالي. فعلى المستوى الفيدرالي، طورت الإدارة الوطنية لسلامة المرور على الطرق السريعة الحد الأدنى من المناهج الدراسية على مستوى المحتوى والساعات، والمعروفة باسم المناهج القياسية الوطنية، ولكنه ليس الزاميا للولايات. بالإضافة إلى الدروس الإلزامية، يُطلب من طالب تقني خبير طب الطوارئ إكمال عدة ساعات من الخبرة السريرية في سيارة إسعاف التي تقدم دعم الحياة أو في بيئة دعم الحياة الأخرى مثل قسم الطوارئ. وخلال هذه الساعات السريرية يجب على الطالب التقني في طب الطوارئ المتقدمة إثبات المعرفة العملية الكاملة للمهارات المكتسبة بنجاح. وعند الانتهاء من جميع ساعات الدراسة الإلزامية والمهارات العملية، يجب عليهم اجتيازبنجاح اختبار نفسي حركي معياري واختبارتقييمي معرفي، قبل أن يتم اعتمادهم.
يتم تدريب فرق خبراء طب الطوارئ المتقدمة لتقديم العديد الرعاية المتقدمة لدعم الحياة. وفي العديد من الولايات، يعتبر فني طب الطوارئ موفر متقدم لدعم الحياة. تستخدم بعض الولايات مصطلحات مثل: دعم الحياة المتوسط المحدود لدعم الحياة المتوسطة للتمييز بين نطاق ممارسات المسعفين والتقني الخبير في طب الطوارئ المتقدمة.

## تاريخيا
في السبعينيات من القرن العشرين، تم إنشاء مستويات للخدمات الطوارئ الطبية، أعطى السجل الوطني لفنيي الطوارئ شهادات طبية على مستويين فقط؛ تقني طب الطوارئ لسيارة إسعاف ومسعف تقنيي طب طوارئ. وفي أواخر السبعينيات وأوائل الثمانينيات، بدأت بعض الولايات تسمياتها الخاصة على مستويين وهما (تقني طب طوارئ متقدم -أ) و (وتقني طب طوارئ متقدم-ب). وفي أوائل الثمانينيات، اعتمد مجلس إدارة السجل الوطني لفنيي الطوارئ الطبية شهادة وطنية جديدة؛ تقني طب طوارئ متوسط بناء على عدة توصيات من الدولة. وفي عام 1985، وضعت وزارة النقل أول منهج وطني معتمد لهذا للمستوى الجديد من تقني طب طوارئ / متوسط. وقدمت دورة 1985 معرفة متطورة وأسست ثلاثة مستويات: «التدخلات المتقدمة» (في ذلك الوقت)، وتطبيق MAST و IVs واستخدام مجرى الهواء المريئي. وذكران رعاية فنيي طب الطوارئ المتوسط تركزت على مرضى الصدمات. وبعد عام 1985 بفترة وجيزة، بدأت بعض الولايات في إضافة «تحسينات» (مهارات) إلى المستوى المتوسط، واعتمدت دول أخرى مستوى اوسع سمى بالعناية القلبية، والذي تضمن بعض أدوية للقلب لدعم الحياة. وفي عام 1994، اجمعت لجنة الشريط الأزرق وأقرت مخطط لتعليم وممارسة الخدمات الطبية الاسعافية. كان المخطط هو الحل للمستويات المجزّأة من المستوى المتوسط المعتمد في أنحاء البلاد. وفي عام 1999، وضعت وزارة النقل معتمدة على المخطط منهجًا وطنيًا للمستوى المتوسط من الخدمات الطبية الاسعافية. وعلى الفور، واجه المنهج معارضة سياسية وطلبت الرابطة الوطنية للخدمات الطبية الاسعافية بالولاية (حاليا الجمعية الوطنية لمسؤولي الخدمات الطبية الاسعافية بالولاية) من مجلس السجل الوطني لفنيي الطوارئ الطبية الاستمرار في تقديم الشهادات المتوسطة كالسابق (متوسط -85) والجديد (متوسط - 99) لمستويات محددة.